# Ottone di Brunswick-Lüneburg (1292-1344)
Ottone di Brunswick-Lüneburg detto il Mite (24 giugno 1292 – Gottinga, 30 agosto 1344) fu duca di Braunschweig-Lüneburg dal 1318 fino alla sua morte.

## Biografia
Ottone era il figlio primogenito di Alberto II di Brunswick-Lüneburg, principe di Wolfenbüttel e Gottinga, e di sua moglie Rixa di Werle. Ottone e i suoi fratelli Magnus ed Ernesto succedettero al padre dopo la sua morte nel 1318. Poiché Magnus ed Ernesto erano ancora fanciulli, il solo Ottone deteneva il potere, fungendo da tutore dei fratelli minori. Nel 1323, sposandosi con Agnese di Brandeburgo, ricevette in dote Altmark dalla Marca di Brandeburgo. Nel 1343, però, dovette venderla, non essendo riuscito ad assumerne il pieno controllo.
Ottone morì nel 1344 a Gottinga e gli succedettero i suoi fratelli.

## Matrimonio
Ottone sposò in prime nozze Jutta d'Assia (... - 1317), figlia di Enrico I d'Assia. Ebbe una figlia:
- Agnese (... - 1317)

Nel 1319 sposò in seconde nozze Agnese di Brandeburgo (1297–1334), figlia di Ermanno di Brandeburgo-Salzwedel. Non ebbe discendenza.

## Ascendenza
|                                  |                   |                                 | Genitori                    |  |  | Nonni |  |  | Bisnonni                       |  |  | Trisnonni               |  |
|                                  |                   |                                 |                             |  |  |       |  |  | Ottone I di Brunswick-Lüneburg |  |  | Guglielmo di Winchester |  |
|                                  |                   |                                 |                             |  |  |       |  |  | Ottone I di Brunswick-Lüneburg |  |  | Guglielmo di Winchester |  |
|                                  |                   | Elena di Danimarca              |                             |  |  |       |  |  | Ottone I di Brunswick-Lüneburg |  |  |                         |  |
| Alberto I di Brunswick-Lüneburg  |                   |                                 |                             |  |  |       |  |  | Ottone I di Brunswick-Lüneburg |  |  |                         |  |
|                                  |                   | Matilda del Brandeburgo         | Alberto II di Brandeburgo   |  |  |       |  |  |                                |  |  |                         |  |
|                                  |                   | Matilda del Brandeburgo         | Alberto II di Brandeburgo   |  |  |       |  |  |                                |  |  |                         |  |
|                                  |                   | Matilda del Brandeburgo         | Matilda di Lusazia          |  |  |       |  |  |                                |  |  |                         |  |
| Alberto II di Brunswick-Lüneburg |                   | Matilda del Brandeburgo         |                             |  |  |       |  |  |                                |  |  |                         |  |
|                                  |                   | Bonifacio II degli Aleramici    | Guglielmo VI del Monferrato |  |  |       |  |  |                                |  |  |                         |  |
|                                  |                   | Bonifacio II degli Aleramici    | Guglielmo VI del Monferrato |  |  |       |  |  |                                |  |  |                         |  |
|                                  |                   | Bonifacio II degli Aleramici    | Berta di Clavesana          |  |  |       |  |  |                                |  |  |                         |  |
| Alessia del Monferrato           |                   | Bonifacio II degli Aleramici    |                             |  |  |       |  |  |                                |  |  |                         |  |
|                                  |                   | Margherita di Savoia            | Amedeo VI di Savoia         |  |  |       |  |  |                                |  |  |                         |  |
|                                  |                   | Margherita di Savoia            | Amedeo VI di Savoia         |  |  |       |  |  |                                |  |  |                         |  |
|                                  |                   | Margherita di Savoia            | Margherita di Borgogna      |  |  |       |  |  |                                |  |  |                         |  |
| Ottone di Brunswick-Lüneburg     |                   | Margherita di Savoia            |                             |  |  |       |  |  |                                |  |  |                         |  |
|                                  | Nicola I di Werle | Enrico Borwin II di Meclemburgo |                             |  |  |       |  |  |                                |  |  |                         |  |
|                                  | Nicola I di Werle | Enrico Borwin II di Meclemburgo |                             |  |  |       |  |  |                                |  |  |                         |  |
|                                  | Nicola I di Werle | Cristina                        |                             |  |  |       |  |  |                                |  |  |                         |  |
| Enrico I di Werle                | Nicola I di Werle |                                 |                             |  |  |       |  |  |                                |  |  |                         |  |
|                                  |                   | …                               | …                           |  |  |       |  |  |                                |  |  |                         |  |
|                                  |                   | …                               | …                           |  |  |       |  |  |                                |  |  |                         |  |
|                                  |                   | …                               | …                           |  |  |       |  |  |                                |  |  |                         |  |
| Rixa di Werle                    |                   | …                               |                             |  |  |       |  |  |                                |  |  |                         |  |
|                                  |                   | …                               | …                           |  |  |       |  |  |                                |  |  |                         |  |
|                                  |                   | …                               | …                           |  |  |       |  |  |                                |  |  |                         |  |
|                                  |                   | …                               | …                           |  |  |       |  |  |                                |  |  |                         |  |
| Rikissa Birgersdotter            |                   | …                               |                             |  |  |       |  |  |                                |  |  |                         |  |
|                                  |                   | …                               | …                           |  |  |       |  |  |                                |  |  |                         |  |
|                                  |                   | …                               | …                           |  |  |       |  |  |                                |  |  |                         |  |
|                                  |                   | …                               | …                           |  |  |       |  |  |                                |  |  |                         |  |
|                                  |                   | …                               |                             |  |  |       |  |  |                                |  |  |                         |  |